# Scainiite
La scainiite è un minerale.

## Etimologia
Il nome è in onore dell'ingegnere e mineralogista amatoriale italiano Giuseppe Scaini (1906-1988).